# Erzbistum Dakar
Das Erzbistum Dakar (lat.: Archidioecesis Dakarensis) ist ein im Senegal gelegenes Metropolitanbistum der römisch-katholischen Kirche mit Sitz in Dakar.

## Geschichte
Vorläufer des heutigen Erzbistums Dakar ist das am 6. Februar 1863 von Papst Pius IX. gegründete Apostolische Vikariat Senegambia, ab 27. Januar 1936 unter Papst Pius XI. umbenannt zum Apostolischen Vikariat Dakar. Pius XII. erhob das Vikariat am 14. September 1955 zum Erzbistum Dakar.
Suffraganbistümer sind Kaolack, Kolda, Saint-Louis, Tambacounda, Thiès und Ziguinchor.

## Bischöfe
- Alois Kobes CSSp, 1863–1872
- Jean-Claude Duret CSSp, 1873–1875
- François-Marie Duboin CSSp, 1876–1883
- François-Xavier Riehl CSSp, 1883–1886
- Mathurin Picarda CSSp, 1887–1889
- Magloire-Désiré Barthet CSSp, 1889–1898
- Joachim-Pierre Buléon CSSp, 1899–1900
- François-Nicolas-Alphonse Kunemann CSSp, 1901–1908
- Hyacinthe Joseph Jalabert CSSp, 1909–1920
- Louis Le Hunsec CSSp, 1920–1926, dann Generalsuperior  der Spiritaner
- Auguste Grimault CSSp, 1927–1946
- Marcel Lefebvre CSSp, 1947–1962, dann Bischof von Tulle
- Hyacinthe Thiandoum, 1962–2000
- Théodore-Adrien Kardinal Sarr, 2000–2014
- Benjamin Ndiaye, 2014–2025
- André Guèye, seit 2025